# Tweede Kamerverkiezingen in het kiesdistrict Schoterland

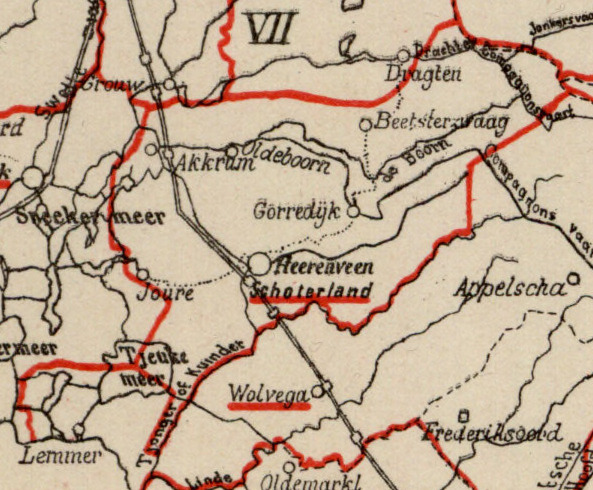
Kiesdistrict Schoterland (1888)

Tweede Kamerverkiezingen in het kiesdistrict Schoterland geeft een overzicht van verkiezingen voor de Nederlandse Tweede Kamer in het kiesdistrict Schoterland in de periode 1888-1918.
Het kiesdistrict Schoterland werd ingesteld na de grondwetsherziening van 1887. Tot het kiesdistrict behoorden de volgende gemeenten: Aengwirden, Haskerland, Opsterland, Schoterland en Utingeradeel.
Het kiesdistrict Schoterland vaardigde in deze periode per zittingsperiode één lid af naar de Tweede Kamer. 
Legenda
- cursief: in de eerste verkiezingsronde geëindigd op de eerste of tweede plaats, en geplaatst voor de tweede ronde;
- vet: gekozen als lid van de Tweede Kamer.

## 6 maart 1888
De verkiezingen werden gehouden na vervroegde ontbinding van de Tweede Kamer.
|                       | 6 maart | 20 maart |
| --------------------- | ------- | -------- |
| Kiesgerechtigden      | 2.959   | 2.959    |
| Opkomst               | 2.445   | 2.221    |
| Geldige stemmen       | 2.435   | 2.203    |
| Blanco stemmen        | 8       | 16       |
| Kandidaten            |         |          |
| F. Domela Nieuwenhuis | 769     | 1.167    |
| B.H. Heldt            | 1.062   | 1.036    |
| L.W. de Vries         | 587     |          |

## 9 juni 1891
De verkiezingen werden gehouden na ontbinding van de Tweede Kamer.
|                       | 9 juni | 23 juni |
| --------------------- | ------ | ------- |
| Kiesgerechtigden      | 2.861  | 2.861   |
| Opkomst               | 2.261  | 2.084   |
| Geldige stemmen       | 2.238  | 2.033   |
| Blanco stemmen        | 18     | 38      |
| Kandidaten            |        |         |
| M.W.F. Treub          | 607    | 1.114   |
| F. Domela Nieuwenhuis | 748    | 919     |
| U.H. Huber            | 587    |         |
| J.C. van den Berg     | 294    |         |

## 9 juli 1891
Willem Treub, gekozen bij de verkiezingen van 23 juni 1891, nam zijn benoeming niet aan, als gevolg waarvan in Schoterland een naverkiezing gehouden werd. 
|                       | 9 juli | 21 juli |
| --------------------- | ------ | ------- |
| Kiesgerechtigden      | 2.861  | 2.861   |
| Opkomst               | 1.800  | 2.199   |
| Geldige stemmen       | 1.788  | 2.168   |
| Blanco stemmen        | 11     | 21      |
| Kandidaten            |        |         |
| H. Pyttersen          | 800    | 1.106   |
| P. van Vliet          | 771    | 1.062   |
| F. Domela Nieuwenhuis | 215    |         |

## 10 april 1894
De verkiezingen werden gehouden na vervroegde ontbinding van de Tweede Kamer.
|                    | 10 april |
| ------------------ | -------- |
| Kiesgerechtigden   | 2.832    |
| Opkomst            | 983      |
| Geldige stemmen    | 933      |
| Blanco stemmen     | 45       |
| Kandidaten         |          |
| H. Pyttersen       | 834      |
| G.L. van der Zwaag | 76       |

## 15 juni 1897
De verkiezingen werden gehouden na ontbinding van de Tweede Kamer.
|                    | 15 juni | 25 juni |
| ------------------ | ------- | ------- |
| Kiesgerechtigden   | 5.584   | 5.584   |
| Opkomst            | 3.495   | 3.631   |
| Geldige stemmen    | 3.433   | 3.592   |
| Blanco stemmen     | 62      | 39      |
| Kandidaten         |         |         |
| G.L. van der Zwaag | 1.344   | 1.941   |
| H. Pyttersen       | 994     | 1.651   |
| A. Kuyper          | 861     |         |
| H. Verkouteren     | 234     |         |

## 14 juni 1901
De verkiezingen werden gehouden na ontbinding van de Tweede Kamer.
|                    | 14 juni | 27 juni |
| ------------------ | ------- | ------- |
| Kiesgerechtigden   | 5.184   | 5.184   |
| Opkomst            | 3.725   | 3.650   |
| Geldige stemmen    | 3.650   | 3.617   |
| Blanco stemmen     | 75      | 33      |
| Kandidaten         |         |         |
| G.L. van der Zwaag | 1.704   | 2.168   |
| J. Schokking       | 1.012   | 1.449   |
| J.P. Engelman      | 934     |         |

## 16 juni 1905
De verkiezingen werden gehouden na ontbinding van de Tweede Kamer.
|                    | 16 juni | 28 juni |
| ------------------ | ------- | ------- |
| Kiesgerechtigden   | 6.365   | 6.365   |
| Opkomst            | 4.817   | 5.009   |
| Geldige stemmen    | 4.757   | 4.965   |
| Blanco stemmen     | 60      | 44      |
| Kandidaten         |         |         |
| G.L. van der Zwaag | 2.085   | 3.172   |
| J. Huizinga        | 1.342   | 1.793   |
| C.V. Gerritsen     | 1.330   |         |

## 11 juni 1909
De verkiezingen werden gehouden na ontbinding van de Tweede Kamer.
|                  | 11 juni | 23 juni |
| ---------------- | ------- | ------- |
| Kiesgerechtigden | 6.707   | 6.707   |
| Opkomst          | 4.833   | 4.701   |
| Geldige stemmen  | 4.816   | 4.690   |
| Blanco stemmen   | 17      | 11      |
| Kandidaten       |         |         |
| T.H. de Meester  | 1.547   | 2.565   |
| J.A. Bergmeyer   | 1.756   | 2.125   |
| J. Ankerman      | 1.513   |         |

## 3 augustus 1909
Theo de Meester was bij de verkiezingen van 11 en 23 juni 1909 gekozen in twee kiesdistricten, Den Helder en Schoterland. Hij opteerde voor Den Helder, als gevolg waarvan in Schoterland een naverkiezing gehouden werd.
|                  | 3 augustus |
| ---------------- | ---------- |
| Kiesgerechtigden | 6.707      |
| Opkomst          | 4.695      |
| Geldige stemmen  | 4.686      |
| Blanco stemmen   | 9          |
| Kandidaten       |            |
| J. Limburg       | 2.467      |
| J.A. Bergmeyer   | 2.219      |

## 17 juni 1913
De verkiezingen werden gehouden na ontbinding van de Tweede Kamer.
|                  | 17 juni | 25 juni |
| ---------------- | ------- | ------- |
| Kiesgerechtigden | 7.812   | 7.812   |
| Opkomst          | 6.100   | 5.476   |
| Geldige stemmen  | 6.055   | 5.446   |
| Blanco stemmen   | 45      | 30      |
| Kandidaten       |         |         |
| M. Mendels       | 2.859   | 3.200   |
| J. Limburg       | 1.733   | 2.246   |
| C. Smeenk        | 1.463   |         |

## 15 juni 1917
De verkiezingen werden gehouden na ontbinding van de Tweede Kamer.
|                  | 15 juni |
| ---------------- | ------- |
| Kiesgerechtigden | 8.751   |
| Opkomst          | 2.746   |
| Geldige stemmen  | 2.711   |
| Blanco stemmen   | 35      |
| Kandidaten       |         |
| M. Mendels       | 2.135   |
| H.J. Rijsewijk   | 576     |

## Opheffing
De verkiezing van 1917 was de laatste verkiezing voor het kiesdistrict Schoterland. In 1918 werd voor verkiezingen voor de Tweede Kamer overgegaan op een systeem van evenredige vertegenwoordiging met kandidatenlijsten van politieke partijen.